# 宋元錫
高旭（韓語：고욱，1988年12月26日—），本名宋元錫，男，韓國演員，模特儿出身。他在出演熱門綜藝節目《SNL Korea》後開始獲得觀眾的注意，並於2017年出演劇集《花開了，達順啊》首次擔任男主角。2023年起使用艺名“高旭”展开活动。

## 影視作品

### 電視劇
- 2012年：MBC《阿娘使道傳》
- 2014年：OCN《壞傢伙們》
- 2016年：tvN《Entourage》飾演 模特兒（特別出演）
- 2016年：KBS《再次，初戀》
- 2017年：KBS《爸爸好奇怪》飾演 朴英熙
- 2017年：KBS《花開了，達順啊》飾演 鄭允在
- 2018年：SBS《Switch－改變世界》飾演 金賢旭
- 2018年：KBS《我唯一的守護者》飾演 李太奉
- 2019年：KBS《左撇子妻子》飾演 李秀浩（特別出演）
- 2019年：TV朝鮮《朝鮮生存記》飾演 林巪正
- 2019年：MBC《沒有第二次》飾演 金友載
- 2021年：SBS《紅天機》飾演 武英
- 2021年：SBS《One the Woman》飾演 韓成雲
- 2022年：SBS《社內相親》飾演 李民宇
- 2024年：tvN《因为不想吃亏》饰演 安雨宰

### 電影
- 2012年：《舞后》飾演 不良學生2

### 綜藝節目
- 2022年：Disney+《粉紅謊言》與金希澈、李先彬、RalRal共同主持

## 獎項
| 年份 | 頒獎典禮    | 獎項                            | 作品              | 結果 |
| ---- | ----------- | ------------------------------- | ----------------- | ---- |
| 2021 | SBS演技大獎 | 迷你劇浪漫及喜劇部門 男子助演獎 | 《One the Woman》 | 獲獎 |

## 外部連結
- 宋元錫的Instagram帳戶
- 宋元錫的Facebook專頁
- 宋元錫在NAVER上的资料